# Matt Wilhelm
(en) Statistiques sur pro-football-reference
Matthew Wilhelm (né le 2 février 1981 à Oberlin) est un joueur américain de football américain. Il joue actuellement avec les Packers de Green Bay.

## Lycée
Matt commence à jouer avec l'équipe de son lycée, le Elyria Catholic High School. Lors de sa dernière saison en 1998, il effectue cent tacles et onze sacks. Il joue aussi au poste de tight end et running back. En 2002, le lycée décide de retirer le maillot qu'il portait arborant le numéro #34.

## Carrière

### Université
Il entre à l'université d'État de l'Ohio en 1999 et joue au poste de middle linebacker. Lors de son premier match comme titulaire, il intercepte une passe du quarterback des Fresno State Bulldogs David Carr et parcourt vingt-cinq yards avant de marquer un touchdown. Lors de sa dernière saison, il enregistre un total de 121 tacles et entre dans les meilleurs joueurs de l'université de tous les temps.

### Professionnelle
Matt Wilhelm est sélectionné lors du quatrième tour du draft de la NFL, au 112e choix par les Chargers de San Diego. Pour ses deux premières saisons, il ne joue que neuf fois en tout avant d'entrer durant tous les matchs des Chargers lors des saisons 2005 et 2006. Il est nommé titulaire après le départ de Donnie Edwards pour les Chiefs de Kansas City pour la saison 2007, jouant quatorze matchs titulaire mais en 2008, il retombe au poste de remplaçant, ne débutant que sept matchs. Il est libéré par San Diego le 24 juillet 2009.
Le 4 août 2009, il est appelé par les Eagles de Philadelphie après que Stewart Bradley fut déclaré out pour la saison 2009 après une blessure au genou. Néanmoins, il ne reste qu'un mois avec les Eagles, n'ayant pas convaincu les entraineurs, et est libéré le 5 septembre 2009.
Un mois plus tard, le 19 octobre 2009, il signe avec les 49ers de San Francisco après la blessure de Jeff Ulbrich, le linebacker remplaçant. La saison 2009, le voit jouer onze matchs (dont un comme titulaire), et signe un nouveau contrat avec la franchise californienne le 4 mars 2010 mais il est remercié par les 49ers le 3 septembre 2010 juste avant le début de la saison.
Le 26 octobre 2010, il signe avec les Packers de Green Bay où il entre au cours de sept matchs durant cette saison. Il remporte le Super Bowl XLV avec les Packers à la fin de cette saison.